# Coen Moulijn
Coenraadt Moulijn (ur. 15 lutego 1937 w Rotterdamie, zm. 4 stycznia 2011 tamże) – holenderski piłkarz, napastnik, skrzydłowy.
Był wychowankiem rotterdamskiego klubu Xerxes, grał w nim do 1955. Przez resztę kariery, do 1972 roku, był piłkarzem Feyenoordu. W tym czasie sięgał po mistrzostwo Holandii (1961, 1962, 1965, 1969, 1971) oraz Puchar Holandii (1965 i 1969). W 1970 triumfował w Pucharze Mistrzów i Pucharze Interkontynentalnym. W reprezentacji Holandii od 1956 do 1969 roku rozegrał 38 meczów i strzelił 4 gole.
Był porównywany do Stanleya Matthewsa. Uchodzi za jednego z najlepszych holenderskich piłkarzy w historii, mimo że reprezentacja tego kraju zaczęła odnosić międzynarodowe sukcesy dopiero w latach 70. Przed stadionem Feyenoordu znajduje się przedstawiająca go rzeźba.